# Ana Maria Dragut
Ana Maria Dragut (Darabani, 1990. február 24. –) román válogatott kézilabdázó, a Râmnicu Vâlcea játékosa.

## Pályafutása

### Klubcsapatokban
Ana Maria Dragut Darabaniban ismerkedett meg a kézilabdázás alapjaival, majd az általános iskola elvégzése utána a botosáni sporttagozatos középiskolában folytatta tanulmányait, miután felfigyeltek rá egy iskolák közötti sportrendezvényen. Az LPS Botosani csapatában olyannyira jó teljesítményt nyújtott, hogy a román korosztályos válogatottba is meghívót kapott. A 11. osztálytól kezdve Barssóban tanult és a CS Urban Brasov csapatában játszott. 
2008-ban szerződött a CSM Romanhoz, ahol a felnőttek között is bemutatkozhatott. Egy év elteltével a Dunărea Brăila igazolta le, ahol öt szezont töltött el, ebből egyet kölcsönben a Neptun Constanțánál. 2014 és 2016 között a Unirea Slobozia játékosa volt, majd két évet a HC Zalăunál töltött el. 2018 nyarán igazolt Magyarországra, a Kisvárdai KC csapatához.

### A válogatottban
2009-ben szerepelt a Magyarországon rendezett junior-világbajnokságon. A román válogatottban 2017-ben mutatkozott be. Részt vezz a 2017-es világ- és a 2018-as Európa-bajnokságon. 

## Sikerei, díjai
- Liga Naţională:
  - 3. hely: 2014, 2017

- A román élvonal legjobb jobbátlövője a ProSport szavazásán: 2017–18[7]